# Макхейл, Кевин (актёр)
Кевин Майкл Макхейл (англ. Kevin Michael McHale; род. 14 июня 1988 года в Плейно, Техас, США) — американский актёр, певец, теле- и радиоведущий.

## Биография

### Ранние годы
Кевин Макхейл родился 14 июня 1988 года в Плейно, штат Техас.

### Карьера
В 2006—2009 годах — вокалист поп-группы NLT (Not Like Them).
Актёрскую карьеру начал в 2005 году. Снимался в эпизодах сериалов «Всякая всячина», «Офис», «Зоуи 101» и «Настоящая кровь». Широкую известность Макхейлу принесла роль Арти Абрамса в сериале Райана Мерфи «Хор», за которую он вместе с коллегами по шоу был удостоен Премии Гильдии киноактёров в номинации «Лучший актёрский состав». В 2011 году снялся в клипе Кэти Перри «Last Friday Night (T.G.I.F.)».
Соведущий церемоний вручения премии «Teen Choice Awards» в 2010 и 2012 годах. В 2014—2016 в течение трёх сезонов вёл программу «Virtually Famous» на британском канале E4, позже начал вести шоу «Sick of my Own Voice» на станции Dash Radio. В 2019 вместе с коллегой по «Хору» Дженной Ашковиц стал ведущим подкаста «Showmance» на платформе PodcastOne.
Осенью 2019 года Макхейл стал участником специального «звёздного» сезона британского шоу талантов «The X Factor».

### Активизм
В 2012 году Макхейл принял участие в кампании PETA, призывающей брать животных из приютов. В 2016 в числе 49 знаменитостей снялся в ролике, рассказывающем о 49 жертвах массового убийства в Орландо.

### Личная жизнь
В 2018 году Макхейл совершил каминг-аут как гей. Состоит в отношениях с актёром Остином Маккензи (Austin McKenzie).

## Работы

### Фильмография
| Год       |     | Русское название            | Оригинальное название      | Роль                |
| --------- | --- | --------------------------- | -------------------------- | ------------------- |
| 2005      | с   | Всякая всячина              | All That                   | Марк                |
| 2007      | кор | Без жалости                 | Ruthless                   | Нил                 |
| 2007      | с   | Офис                        | The Office                 | курьер              |
| 2007—2008 | с   | Зоуи 101                    | Zoey 101                   | Дули Фибодо         |
| 2008      | с   | Настоящая кровь             | True Blood                 | Нил Джонс           |
| 2009—2015 | с   | Хор                         | Glee                       | Арти Абрамс         |
| 2011      | док | Хор: Живой концерт в 3D     | Glee: The 3D Concert Movie | Арти Абрамс         |
| 2014      | ф   | Хористы                     | Boychoir                   | Вули                |
| 2016      | мс  | Вся правда о медведях       | We Bare Bears              | Барри               |
| 2017      | с   | Когда мы восстанем          | When We Rise               | Бобби Кэмпбелл      |
| 2020      | с   | Элита                       | Élite                      | Билл Маккинли       |
| 2020      | с   | Авторский гонорар           | Royalties                  | гитарист рок-группы |
| 2021      | с   | Американские истории ужасов | American Horror Stories    | Барри               |

### Видеоклипы
| Певец |                                   |  |                    |
| 2007  | That Girl                         |  | в составе NLT      |
| 2007  | She Said, I Said (Time We Let Go) |  | в составе NLT      |
| 2008  | Karma                             |  | в составе NLT      |
| 2015  | Summer Nights                     |  | ft. Джастин Торн   |
| 2019  | Help Me Now                       |  |                    |
| 2019  | James Dean                        |  |                    |
| 2019  | Arizona                           |  |                    |
| 2019  | Younger                           |  |                    |
| 2024  | Special                           |  | ft. Остин Маккензи |
| Актёр |                                   |  |                    |
| 2010  | Blacklight                        |  | клип One Call      |
| 2011  | Last Friday Night (T.G.I.F.)      |  | клип Кэти Перри    |
| 2014  | Somebody Loves You                |  | клип Betty Who     |

## Награды и номинации
| Год  | Премия                         | Категория                                    | Работа | Результат |
| ---- | ------------------------------ | -------------------------------------------- | ------ | --------- |
| 2010 | Teen Choice Awards             | Лучший новый актёр на ТВ                     | Хор    | Номинация |
| 2010 | Teen Choice Awards             | Лучшая музыкальная группа                    | Хор    | Номинация |
| 2010 | Gold Derby                     | Лучший актёрский состав                      | Хор    | Номинация |
| 2010 | Премия Гильдии киноактёров США | Лучший актёрский состав в комедийном сериале | Хор    | Победа    |
| 2011 | Премия Гильдии киноактёров США | Лучший актёрский состав в комедийном сериале | Хор    | Номинация |
| 2012 | Премия Гильдии киноактёров США | Лучший актёрский состав в комедийном сериале | Хор    | Номинация |
| 2013 | Премия Гильдии киноактёров США | Лучший актёрский состав в комедийном сериале | Хор    | Номинация |